# Frankfurter Allee (metrostation)
Het op 21 december 1930 geopende metrostation Frankfurter Allee kreeg zoals alle stations op lijn E een standaardontwerp van de hand van Alfred Grenander, indertijd huisarchitect van de Berlijnse metro. Om de sterk op elkaar gelijkende stations van elkaar te onderscheiden maakte Grenander gebruik van de zogenaamde kernkleur, die toegepast werd op vaste elementen als de wandbetegeling en de stalen steunpilaren. De toewijzing van de kernkleur volgde een zich herhalend patroon: roze, lichtgrijs, geel, blauwgroen, lichtgroen. Station Frankfurter Allee werd uitgevoerd in roze en rode tinten. Vanwege de kruising met de Ringbahn heeft station Frankfurter Allee een lager dak dan de meeste andere stations op het oudste deel van de U5. Het eilandperron is in verband met de overstapfunctie van het station breder dan elders en heeft dan ook een dubbele rij pilaren. Aan beide uiteinden van het eilandperron bevindt zich een tussenverdieping met uitgangen die leiden naar beide zijden van de bovenliggende boulevard en naar het Ring-Center.
Tijdens de Tweede Wereldoorlog werd station Frankfurter Allee op 8 mei 1944 getroffen door een vliegtuigbom, waardoor het dak deels verwoest werd. In april 1945 lag het metroverkeer in de gehele stad stil. De situatie verergerde nog in mei 1945, toen de Noord-zuidtunnel van de S-Bahn ter hoogte van het Landwehrkanaal werd opgeblazen en onder water kwam te staan. Via een voetgangerstunnel in station Friedrichstraße bereikte het water ook het metronetwerk. Bijna een miljoen kubieke meter water verspreidde zich vervolgens door de tunnels en het traject Alexanderplatz - Frankfurter Allee van overstroomde volledig. Na het einde van de oorlog begon men met het leegpompen van de tunnels, zodat er op 16 juni 1945 weer pendeltreinen over lijn E konden gaan rijden. Een week later was de lijn weer volledig in dienst.
In de DDR-tijd veranderde niet alleen, zoals eerder vermeld, de naam van het station, maar ook het uiterlijk: de oorspronkelijke roze en rode wandbetegeling werd vervangen door verticaal geplaatste oranje tegels, de pilaren werden bruin geschilderd.
Tussen 2003 en 2004 stak men de oudste stations van de U5 in een nieuw jasje. De wandbetegeling moest wijken voor een vandalismebestendige bekleding van geëmailleerde metaalplaten, waarbij werd teruggegrepen op het principe van de kernkleur. In 2004 kreeg station Frankfurter Tor zijn oude kleurschema terug: rode pilaren en lichtrode wanden met in een donkerrode band de stationsnaam. Daarnaast werd de verlichting verbeterd, werd er een nieuwe vloer gelegd en kwam er nieuw perronmeubilair. Tegelijkertijd voorzag men het overstapstation van een lift, iets wat bij de meeste andere opgeknapte stations op de U5 overigens niet gebeurde.